# Nir Shavit
Nir Shavit (* 18. Oktober 1959) ist ein israelischer Informatiker. Er ist Professor an der Universität Tel Aviv und am Massachusetts Institute of Technology.

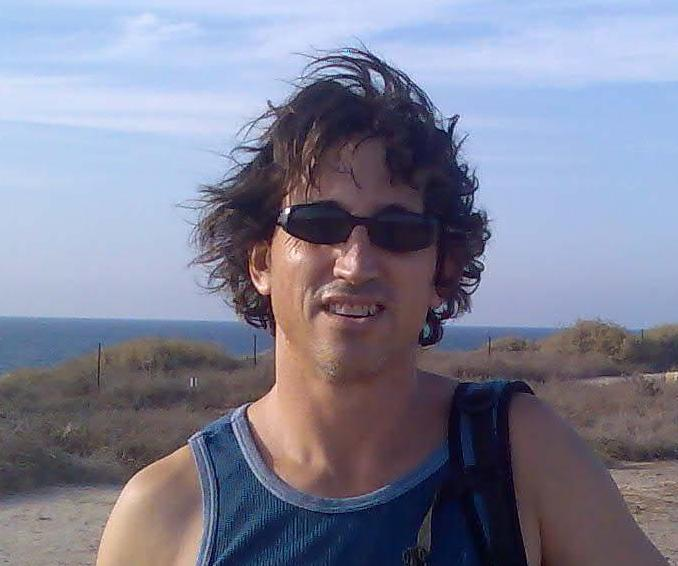
Nir Shavit 2008

Shavit erhielt 1984 seinen Bachelor-Abschluss und 1986 seinen Master-Abschluss in Informatik am Technion und wurde 1990 an der Hebräischen Universität in Jerusalem bei Danny Dolev promoviert (Concurrent time stamping). 
Er befasst sich mit Datenstrukturen und Algorithmen für Multiprozessor-Systeme. 1999 bis 2011 war er bei Sun Labs und Oracle Labs.
2004 erhielt er den Gödel-Preis und 2012 den Dijkstra-Preis für die erste Einführung von Transaktionalem Speicher in Software-Form.

## Schriften
- mit Maurice Herlihy The art of multiprocessor programming, Morgan Kaufmann 2008